# Swedish Beach Tour 2020
Swedish Beach Tour 2020 var 2020 års upplaga av Swedish Beach Tour, en beachvolleybolltour i Sverige. Fyra deltävlingar genomfördes 11 juli till 16 augusti 2020. Däremot hölls ingen tourfinal.

## Elittävlingar
| Datum         | Ort             | Nivå | Vinnare                             | Vinnare                                 |
| Datum         | Ort             | Nivå | Damer                               | Herrar                                  |
| ------------- | --------------- | ---- | ----------------------------------- | --------------------------------------- |
| 11-12 juli    | Visby           | 4*   | Felicia Granberg / Ewelina Granberg | Linus Tholse / Viktor Jonsson           |
| 18-19 juli    | Göteborg        | 4*   | Sigrid Simonsson / Tadva Yoken      | Joel Andersson / Alfred Brink           |
| 8-9 augusti   | Västra Ämtervik | 4*   | Sara Cavretti / Sofia Wahlén        | Alexander Annerstedt / Martin Johansson |
| 15-16 augusti | Ljungby         | 4*   | Fanny Åhman / Hanna Hellvig         | Martin Appelgren / Alexander Herrmann   |